# ターニング・タイド 希望の海
『ターニング・タイド 希望の海』（ターニング・タイド きぼうのうみ、原題：En solitaire）は2013年製作のフランスの映画である。

## 概説
単独無寄港で世界一周を目指す、最も過酷で権威ある4年に一度のヨットレース“ヴァンデ・グローブ”に挑む中年のヨット操縦士とモーリタニアから来たという少年との友情を描く海洋アドベンチャー。

## スタッフ
- 製作：シドニー・デュマ、ジャン・コタン、ローラン・タイエブ
- 監督・脚本：クリストフ・オーファンスタン
- 脚本：ジャン・コタン、フレデリック・プティジャン、マルク・ギルベール
- 撮影：ギョーム・シフマン
- 音楽：ビクトル・レイェス

## キャスト
※括弧内は日本語吹替。
- ヤン - フランソワ・クリュゼ（菊池康弘）
- マノ - サミ・セギール（森多夏良）
- フランク - ギョーム・カネ（大塚智則）
- マリー - ヴィルジニー・エフィラ（かとう有花）
- マグー - カリーヌ・ヴァナッス（浅井晴美）
- レア - ダナ・プリジャン（白鳥すず芽）
- ジュエル - ジャン＝ポール・ルーヴ（西垣俊作）